# 227e régiment d'infanterie
Le 227e régiment d'infanterie (227e RI) est un régiment d'infanterie de l'Armée de terre française constitué en 1914 avec les bataillons de réserve du 27e régiment d'infanterie. Il prend part à la Première Guerre mondiale, notamment sur le Front d'Orient en 1917-1918. Il est dissout en 1919 puis remobilisé en 1939 au début de la Seconde Guerre mondiale. Il est capturé à l'issue de la campagne de France de 1940.

## Création et différentes dénominations
- août 1914 :  création du 227e régiment d'infanterie
- 1919 : Dissous
- 1939 : recréation du 227e régiment d'infanterie
- 1940 : Dissous

## Chefs de corps
- août 1914 - octobre 1914 : colonel Mathieu[1]
- octobre 1914 - avril 1919 : colonel  Saint-Hillier[2]
- avril 1919 - mai 1919 : lieutenant-colonel Veret[2]
- 1939-1940 : lieutenant-colonel Marcouire[3]

## Historique des garnisons, combats et batailles

### Première Guerre mondiale

#### Affectation
Le régiment est créé à Dijon à partir du 2 août 1914. Il est d'abord rattaché à la 16e division d'infanterie. En juillet 1915, il rejoint la 64e division d'infanterie puis la 76e division d'infanterie à partir d’août de la même année et jusqu'à novembre 1918.

#### 1914
En août et septembre 1914, il prend part à la bataille de Sarrebourg. 

#### 1915
En 1915, il combat au bois d'Ailly en forêt d'Apremont puis, en juillet 1915, il rejoint Seicheprey puis Flirey en août. 

#### 1916
En mars-avril 1916, il participe à la bataille de Verdun puis rejoint les Vosges en mai. 

#### 1917
En 1917, il part avec l'armée d'Orient pour l'Albanie. 

#### 1918
En 1918, il combat sur le lac Okrida puis en Serbie. En septembre 1918, il est au nord de Monastir. Il obtient une citation à l'ordre de l'armée le 19 octobre 1918 pour sa conduite en septembre 1918.

#### 1919
À la fin de la guerre, le régiment va occuper la Hongrie. Il va notamment le 1er mai 1919 tenir Szeged face aux soviétiques hongrois. Le régiment est dissous le 25 mai 1919.

### Seconde Guerre mondiale
Formé le 9 septembre 1939 dans le secteur d'Autun sous les ordres du lieutenant-colonel Marcouire, il appartient à la 58e DI.
Déployé en Lorraine à partir d'octobre 1939, il combat autour de Toul du 18 au 22 juin 1940, date de sa capture.

## Drapeau
Il porte, cousues en lettres d'or dans ses plis, les inscriptions suivantes :
- Verdun 1916
- Monastir 1917

 Sa cravate est décorée de la Croix de guerre 1914-1918 avec une citation à l'ordre de l'armée.

## Insigne et devise
L'insigne, fabriqué en 1939 par l'entreprise Jeannot, est un écu barré de la devise DUR COMME CEP, séparant la porte Saint-André d'Autun sur ciel bleu et un cep de vigne, avec le sigle 227 RI en pointe.

## La Bourguignotte

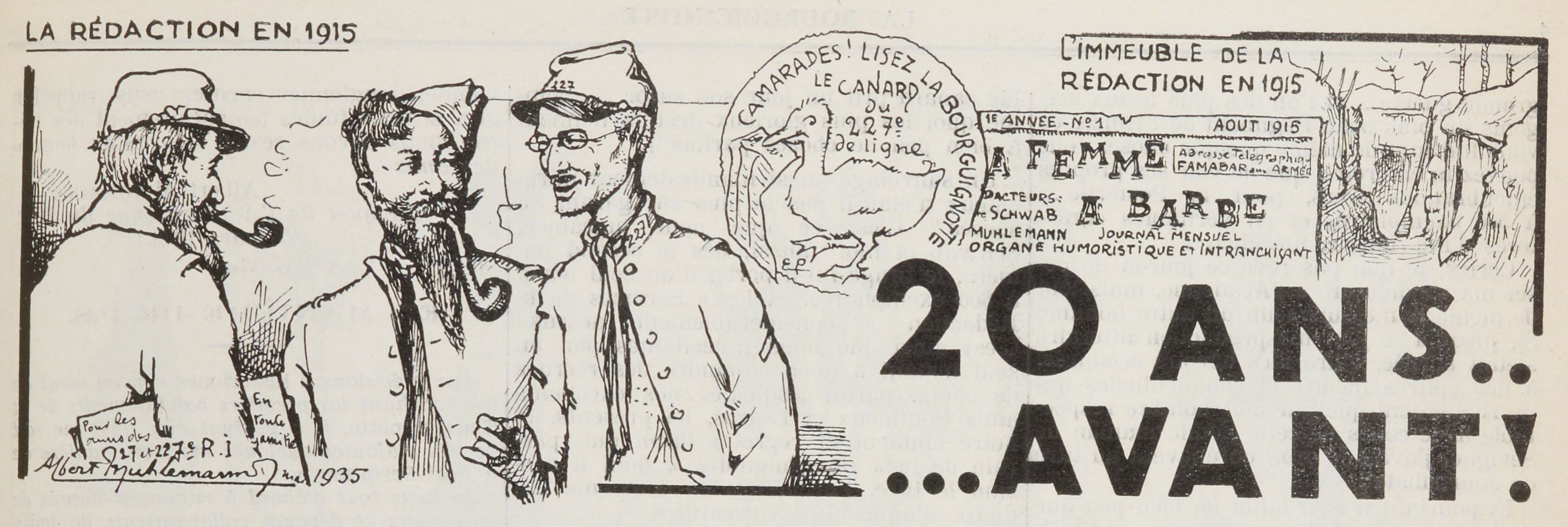
Caricature parue dans le numéro anniversaire de La Bourguignotte, paru en 1935. Les trois soldats caricaturés sont les trois fondateurs du journal : Albert Mulhemann, Eugène Piron et André Schwab.

En août 1915, trois soldats du régiment créent La Femme à barbe, journal humoristique distribué au sein du régiment. Sous-titré  « Journal intermittent - Organe Humoristique & Intranchisant  [sic] des Poilus de la Woëvre joyeuse en général et du 227e en particulier »,  le journal est renommé La Bourguignotte au second numéro d'octobre 1915. Il continue de paraître après la guerre, devenant le bulletin de liaison des anciens du régiment avant de cesser sa parution en 1966.

## Personnalités ayant servi au227eRI
- Henri Barabant, homme politique, sert au régiment en 1914-1918
- Fernand Renaud, homme politique, sert comme médecin militaire au régiment en 1914-1918
- Roger de Villiers, sculpteur ayant reçu de nombreux prix, gravit tous les grades de caporal à capitaine au sein du régiment de 1914 à sa démobilisation en 1919.
- Pierre Ordioni, homme politique, sert au régiment en 1939-1940[3]
- Jean Bouhey, homme politique et résistant, sert au régiment en 1939-1940

## Sources et bibliographie
- Recueil d'Historiques de l'Infanterie Française (Général Andolenko - Eurimprim 1969)
- Lieutenant-colonel Veret, Historique du 227ème régiment d'infanterie : 1914-1918, Dijon, Imprimerie R. de Thorey, 1920, 32 p. (présentation en ligne, lire en ligne)